# Liste der Monuments historiques in Gréolières
Die Liste der Monuments historiques in Gréolières führt die Monuments historiques in der französischen Gemeinde Gréolières auf.

## Liste der Bauwerke
| Bezeichnung       | Beschreibung              | Standort                 | Kennzeichnung | Schutzstatus | Datum | Bild           |
| ----------------- | ------------------------- | ------------------------ | ------------- | ------------ | ----- | -------------- |
| Kirche St-Étienne | Erbaut im 12. Jahrhundert | Hautes-Gréolières (Lage) | PA00080744    | Classé       | 1983  | weitere Bilder |
| Meilenstein       |                           | (Lage)                   | PA00080743    | Inscrit      | 1935  | weitere Bilder |
| Schloss           | Erbaut im 14. Jahrhundert | (Lage)                   | PA00080745    | Inscrit      | 1976  | weitere Bilder |
| Kirche St-Pierre  | Erbaut im 17. Jahrhundert | (Lage)                   | PA00080746    | Inscrit      | 1984  | weitere Bilder |

## Liste der Objekte
Zum Verständnis siehe: Kirchenausstattung
- Monuments historiques (Objekte) in Gréolières in der Base Palissy des französischen Kultusministeriums